# سارا بونیکوفسکی
سارا بونیکوفسکی (به انگلیسی: Sarah Bonikowsky) (زادهٔ ۲۳ اوت ۱۹۸۲) قایقران روئینگ اهل کانادا است.